# Mordella picta
Mordella picta là một loài bọ cánh cứng trong họ Mordellidae. Loài này được Chevrolat miêu tả khoa học năm 1829.